# Subir y bajar
Ascension et chute
L'eau-forte Subir y bajar (en français Ascension et chute) est une gravure de la série Los caprichos du peintre espagnol Francisco de Goya. Elle porte le numéro 56 dans la série des 80 gravures. Elle a été publiée en 1799.

## Interprétations de la gravure
Il existe divers manuscrits contemporains qui expliquent les planches des Caprichos. Celui qui se trouve au Musée du Prado est considéré comme un autographe de Goya, mais semble plutôt chercher à dissimuler et à trouver un sens moralisateur qui masque le sens plus risqué pour l'auteur. Deux autres, celui qui appartient à Ayala et celui qui se trouve à la Bibliothèque nationale, soulignent la signification plus décapante des planches.
- Explication de cette gravure dans le manuscrit du Musée du Prado :
La fortuna trata muy mal a quien la obsequia. Paga con humo la fatiga de subir y al que ha subido le castiga con precipitarle.
(La fortune traite très mal ceux qui la courtisent. Elle paie avec de la fumée la fatigue de l'ascension et celui qui est monté, elle le puni en le précipitant)[2].

- Manuscrit de Ayala :
Príncipe de la Paz[3]. La lujuria le eleva por los pies; se le llena la cabeza de humo y viento, y despide rayos contra sus émulos...
(Prince de la Paix. La luxure l'élève par les pieds; elle lui remplit la tête de fumée et de vent, et envoie des éclairs contre ses émules...)[2].

- Manuscrit de la Bibliothèque nationale :
El Príncipe de la Paz levantado por la lujuria, y con la cabeza llena de humo, vibra[4] rayos[5] contra los buenos ministros. Caen estos y rueda la bola; que es la historia de los favoritos.
(Le Prince de la Paix poussé par la luxure, et avec la tête pleine de fumée, brandit des éclairs contre les bons ministres. Ceux-ci tombent et la roue tourne ; c'est cela l'histoire des favoris[6])[2].

## Technique de la gravure

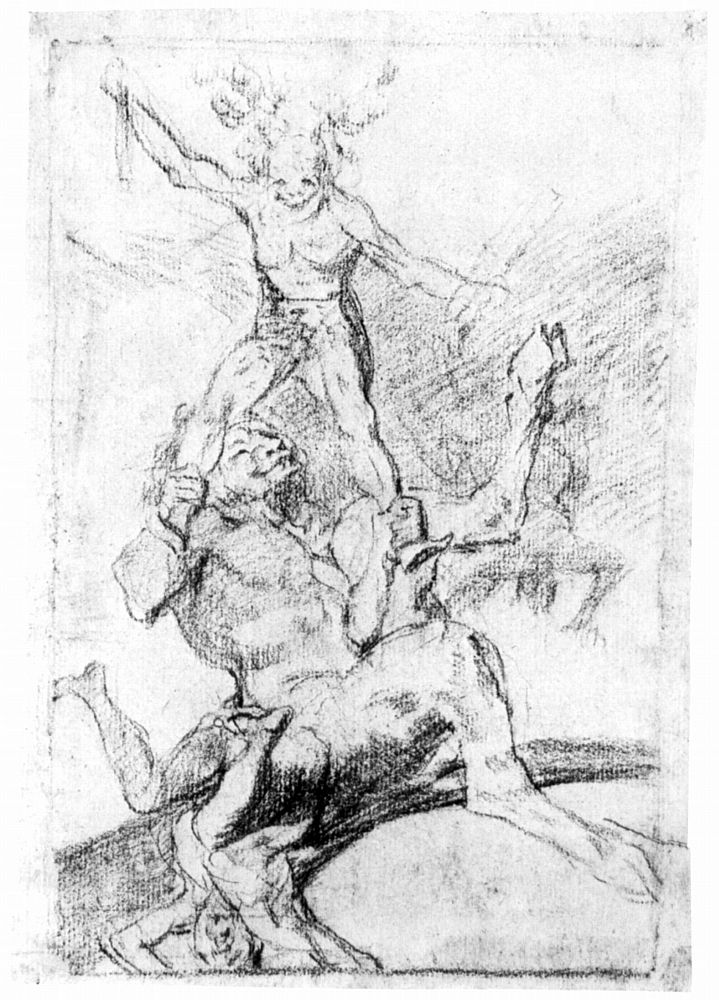
Dessin préparatoire.

L'estampe mesure 214 × 151 mm sur une feuille de papier de 306 × 201 mm.
Goya a utilisé l'eau-forte et l'aquatinte.
Le dessin préparatoire est à la sanguine avec des traces de crayon noir. Le dessin préparatoire mesure 204 × 144 mm.

## Catalogue
- Numéro de catalogue G02144 de l'estampe au Musée du Prado.
- Numéro de catalogue D04221 du dessin préparatoire au Musée du Prado.
- Numéro de catalogue 51-1-10-56 au Musée Goya de Castres.

## Postérité
Dans l'installation Trop tard pour Goya de l'artiste Francesc Torres (es) (1993, musée Guggenheim de Bilbao), une réplique de l'œuvre est utilisé et contribue au développement du message de l'installation. Par ailleurs, le même texte présent dans le manuscrit du musée du Prado accompagne la gravure.